# Inseln (Film)
Inseln ist ein deutscher Kurzfilm, der als Studentenfilm an der DEKRA Hochschule für Medien in Berlin hergestellt wurde. Der Film lief erstmals im Jahr 2018 auf dem deutschen Nachwuchs-Filmfestival Bundesfestival junger Film. Regie führte Ron Jäger.

## Handlung
Jeder Mensch hat seine ganz eigenen Träume und Ängste. Sind wir alle verbunden oder in Wahrheit ganz allein auf der Welt? Theo fühlt sich verloren, Familie, Liebe, alles scheint gegen Theo zu laufen. Er lernt sich selbst noch kennen, hat seine Zuneigung zu Linus erkannt, der allerdings noch nicht weiß, ob er sich Theo wirklich hingeben kann. Wie zu erwarten, trifft Theo auf viel Agonie von seinen Mitschülern, Unterstützung findet er keine. Herr Krüger, der als kauziger Lehrer gilt und seine eigenen Hoffnungen auf die Erfüllung seiner Träume nicht aufgeben will, könnte der Einzige sein, der Theo versteht.

## Hintergrund
Der Kurzfilm ist der dritte Teil einer persönlichen Reihe des Regisseurs an Vater-Sohn-Geschichten, die die Annäherung und Entfremdung der Generationen beschreiben. Die einzelnen Filme sind zwar in sich geschlossen und losgelöst voneinander, aber konzeptuell miteinander verzahnt. Jeder der Filme der Reihe denkt den Vorgänger wie in einer Chronik fort, wechselt aber stets den Ort sowie das konkrete Figurenensemble. Die Vorgänger des Kurzfilms sind Wir müssen reden und Scheideweg, ebenfalls mit Andreas Klinger in der Hauptrolle.

## Veröffentlichung
Im Jahr 2020 wurde der Kurzfilm als Video-on-Demand als Teil einer Kurzfilmkollektion von der auf queere Filme spezialisierten französischen Distributionsfirma NQV-Media international unter dem Titel The Male Gaze: Strikers and Defenders (Der männliche Blick: Stürmer und Verteidiger) veröffentlicht und ist über Plattformen wie Amazon und Vimeo weltweit verfügbar.

## Filmfestivals (Auswahl)
- Festival du LGBTQ Chéries-Chéris - Competition Courts Metrages[3]
- 1. Bundesfestival junger Film[4]
- Merlinka festival - International Queer Film Festival
- Les Petits Claps[5]
- 11. Mumbai International Queer Film Festival[6]
- Chiemseer Kurzfilmtage
- ShanghaiPRIDE Film Festival 2019
- PIFF - Pordeonne Film Festival[7]
- Prato International Film Festival[8]